# Samoamonarch
Der Samoamonarch (Myiagra albiventris) ist eine Vogelart aus der Familie der Monarchen. Er ist auf Savaiʻi und Upolu (Samoa) endemisch. Seine natürlichen Lebensräume sind subtropische oder tropische feuchte Tieflandwälder, subtropische oder tropische feuchte Bergwälder und ländliche Gärten.

## Merkmale
Der Samoamonarch ist oberseits dunkel, seine Kehle ist braunorange und der Bauch weiß. Die Oberseite der Weibchen ist mehr graulich. Für die Körperlänge gab Peale 14,9 cm an. Den Kopf und Nacken beschrieb er als schwarz, Rücken, die kleinen Flügeldecken und den Bürzel als dunkel aschgrau. Die Flügel und Schwanz sind nach seinen Angaben ebenfalls schwarz, die Unterflügeldecken weiß umrandet. Der Schnabel ist hellblau, die Beine schwarz und die Iris braun. Nach der Erstbeschreibung unterscheiden sich die beiden Geschlechter, wenn überhaupt, nur ein wenig in der Größe. Der Kopf des Weibchens ist nach Pale eher dunkelgrau statt schwarz wie beim Männchen und die Kehle des Weibchen nicht so kräftig gefärbt.

## Lebensraum
Der Samoamonarch kommt alleine oder paarweise in allen Höhenlagen vor, wobei er das Tiefland bevorzugt und auf Savaiʻi Höhen über 1200 Meter meidet. Er lebt in Wäldern mit Strauchbewuchs und vielen jungen Bäumen, kommt aber auch in Kulturlandschaft, an Waldrändern und Lichtungen, in Küstenmangroven und im mittleren Unterholz oder Unterdach relativ alten Waldes vor. Auch die Nähe menschlicher Siedlungen meidet er nicht.

## Lebensweise
Der Samoamonarch ernährt sich von Insekten. Er geht allein oder paarweise auf Nahrungssuche und hält sich bevorzugt in den unteren Baumetagen oder im unteren Kronenbereich auf, wobei er Insekten von der Unterseite der Blätter pickt oder sie im Direktflug fängt. Das Fortpflanzungsverhalten ist nur wenig erforscht. Bettelnde Jungvögel wurden Mitte Juli beobachtet. Das Nest wird als dünnwandig und faserig beschrieb und wird aus Pflanzenstängeln errichtet und mit etwas eingewebtem Moos und offenbar mit Baumwolle ausgekleidet. Das beobachtete Nest befand sich 1,5 bis 4,5 m hoch in einer horizontalen Astgabelung. Das Gelege bestand aus zwei Eiern mit einer Länge von 18 × 14 mm. Die Eier sind weiß mit einer dunkel olivbraunen, hellgrauen und dunkelgrauen Sprenkelung.

## Lautäußerungen
Der Gesang ist eine leise, klagende see-see-see-see-see-see-Folge. Der Ruf ist ein gepfiffenes fee-oo-eet oder tsweet tsweet und ein summendes, tiefes bzerr-it, wobei sich beide oft abwechseln.

## Forschungsgeschichte
Die Erstbeschreibung des Samoamonarch erfolgte von Titian Ramsay Peale 1848 unter dem Namen Platyrhynchus albiventris in Mammalia and Ornithology. 1859 stellte George Robert Gray in seinem Catalogue of the Birds of the Tropical Islands of the Pacific Ocean die Art in die Gattung Myiagra.